# Třeboc
Třeboc (Duits: Trebotz) is een Tsjechische gemeente in de regio Midden-Bohemen en maakt deel uit van het district Rakovník, ongeveer 12 km ten noordnoordoosten van de stad Rakovník.
Třeboc telt 156 inwoners.

## Geschiedenis
Het dorp werd voor het eerst vermeld in 1405, toen het toebehoorde aan Peter van Rabštejn, die tot 1416 in de plaatselijke vesting verbleef. Na zijn dood werd de helft van het dorp geërfd door Hynek van Rabštejn en Prohora, maar na Hyneks dood viel het als erfenis toe aan Koning Wenceslaus IV, die het dorp op zijn beurt aan Peter van Kokot gaf. Na Peter werd Ondřej Špalek van Slatina de eigenaar, gevolgd door zijn vrouw Kateřina en Oldřich van Kokot, die de vesting verkocht aan Jan Jiskra van Plotiště. De laatste vermelding van de vesting dateert uit 1457. De vesting verdween in de tweede helft van de vijftiende eeuw, toen de adel elders ging wonen. De vesting stond waarschijnlijk in de buurt van de kerk. Třeboc werd geannexeerd en bij het kasteel van Olešná en, later, Divice gevoegd. Vanaf 1687 werd het dorp bij Cítoliby ondergebracht.
Sinds 2003 is Třeboc een gemeente.

## Verkeer en vervoer

### Wegen
De weg II/229 Rakovník - Louny loopt door het dorp.

### Spoorlijnen
Er is geen spoorlijn of station in (de buurt van) het dorp.

### Buslijnen
De volgende lijnen halteren in het dorp:
- Lijn ??? Rakovník - Louny (3 keer per werkdag, 1 keer per dag in het weekend)
- Lijn ??? Rakovník - Kroučová - Kozojedy (4 keer per werkdag)
- Lijn ??? Louny - Ročov - Řevničov (8 keer per werkdag, 2 keer per dag in het weekend)

## Bezienswaardigheden

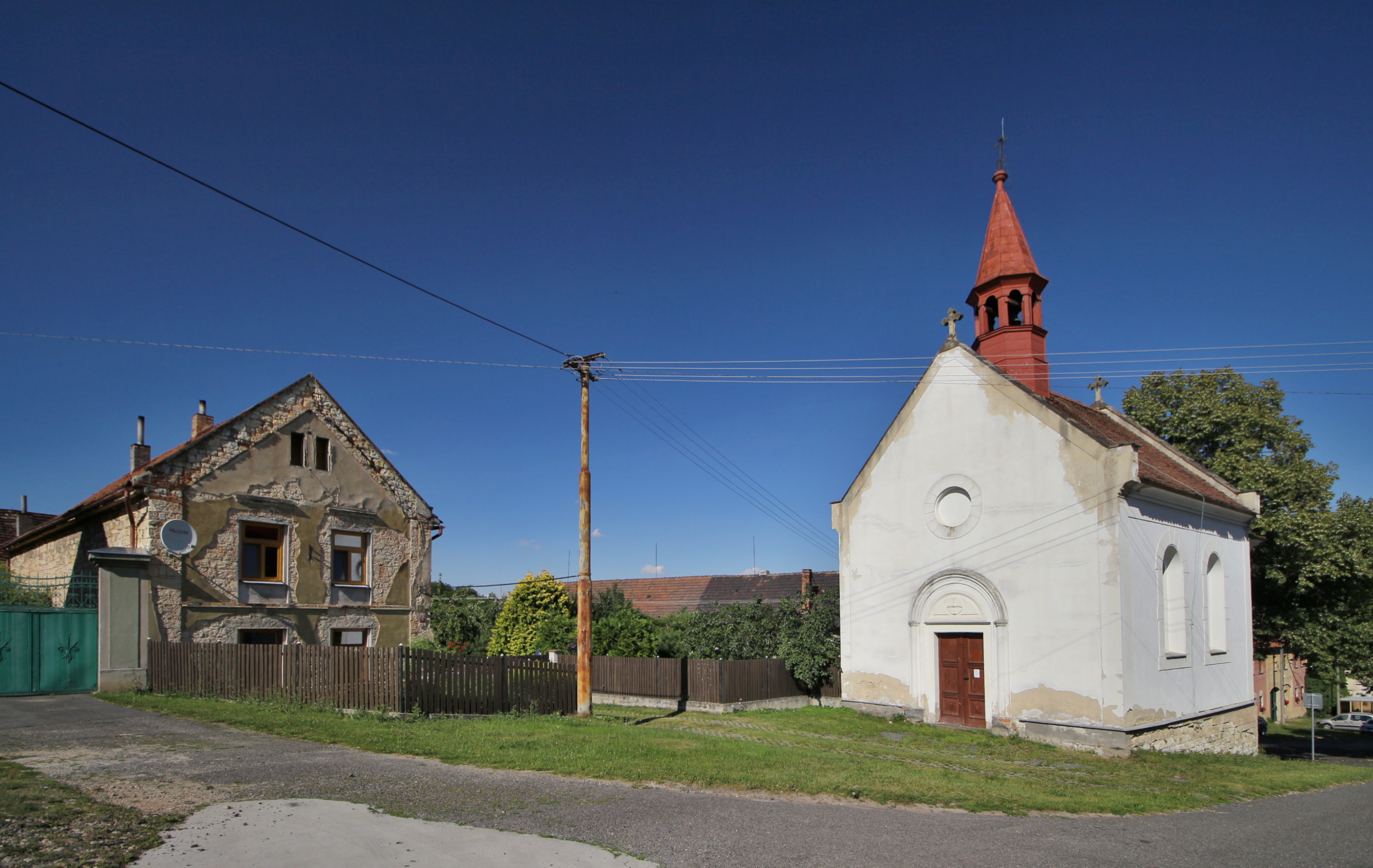
De Sint-Vojtěchkapel

- Sint-Vojtěchkapel

## Galerij

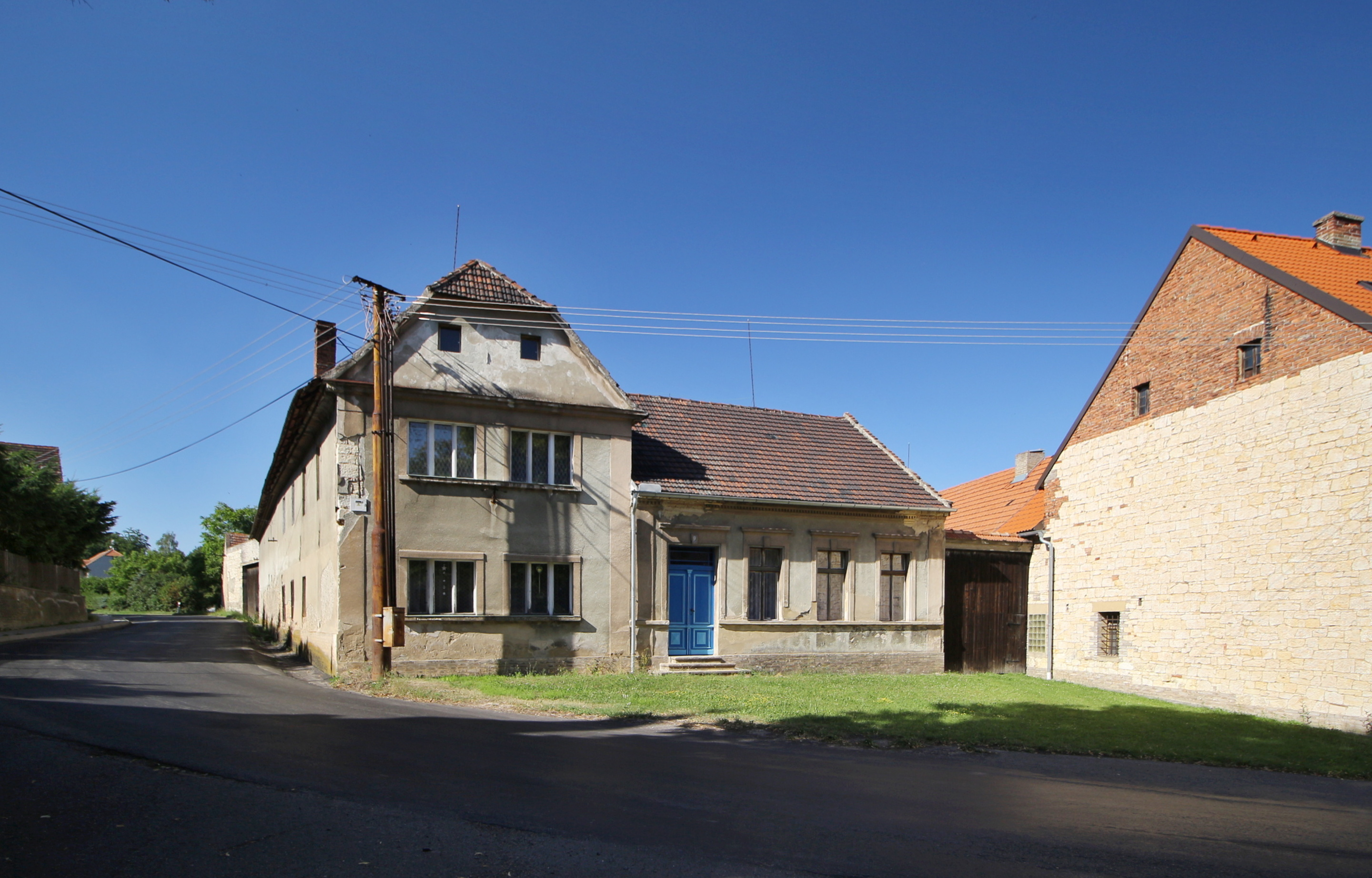
Huis in Třeboc
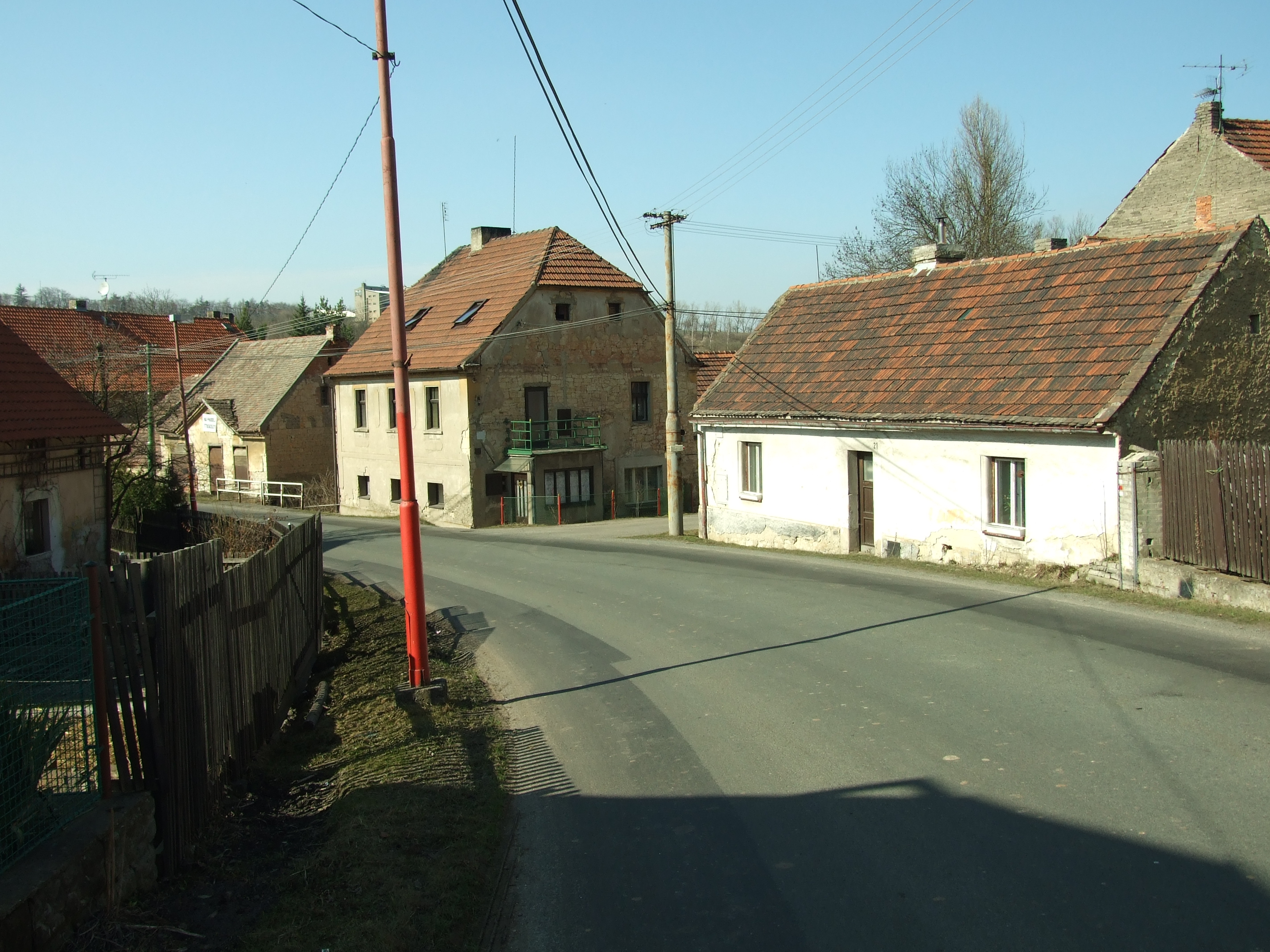
Straat in Třeboc
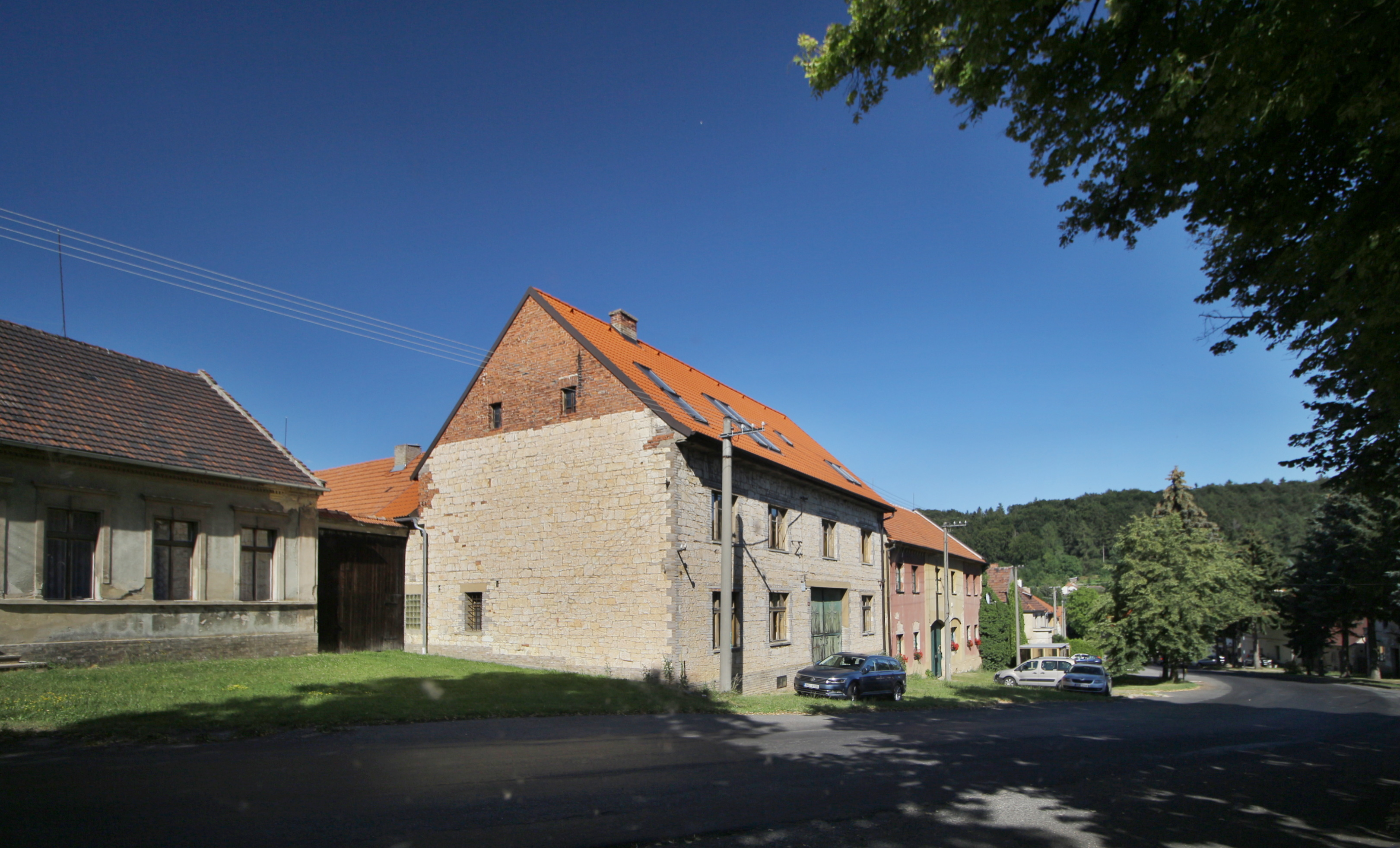
Huis langs heuvelweg
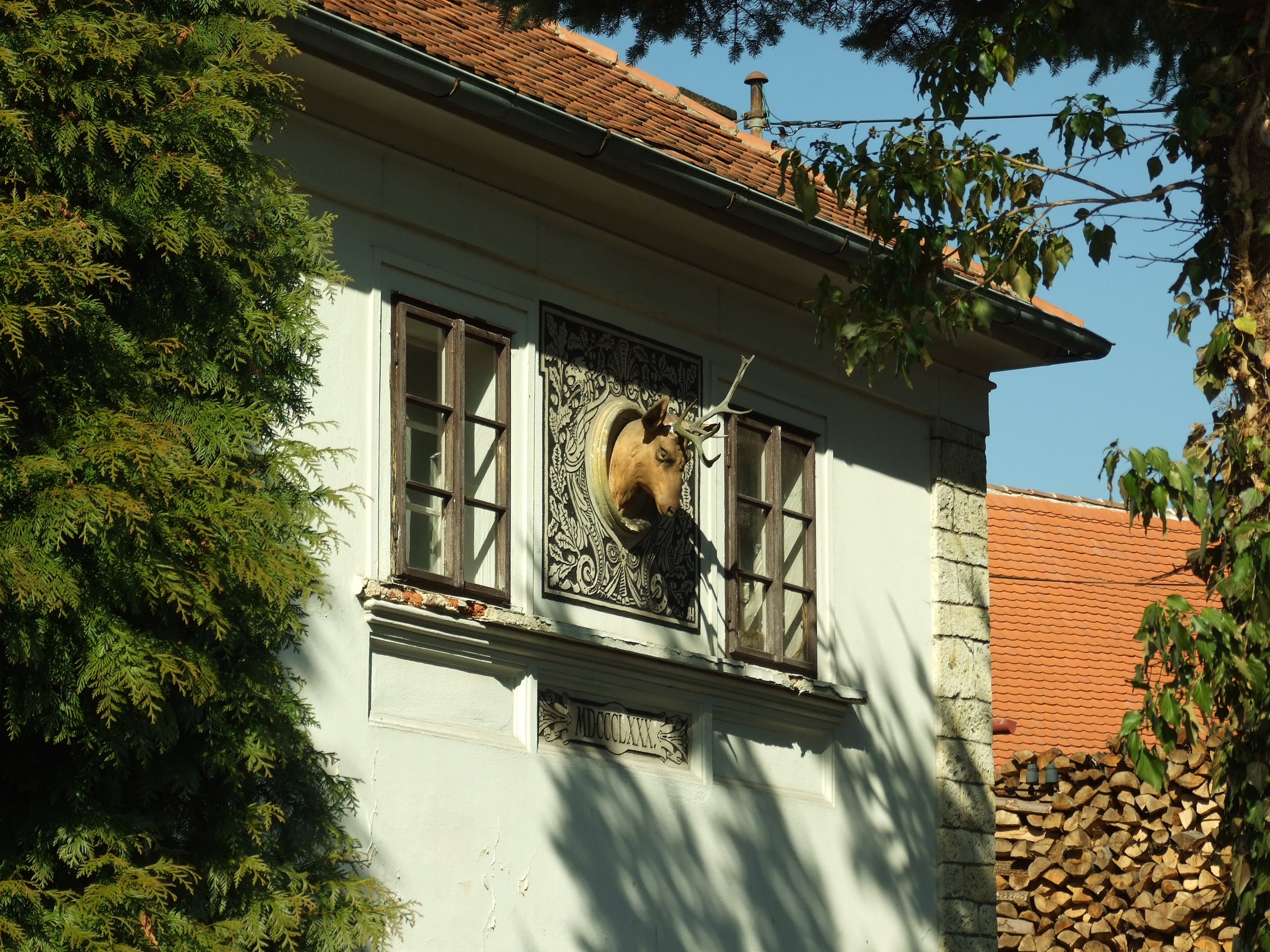
Gebouw met hertenkop
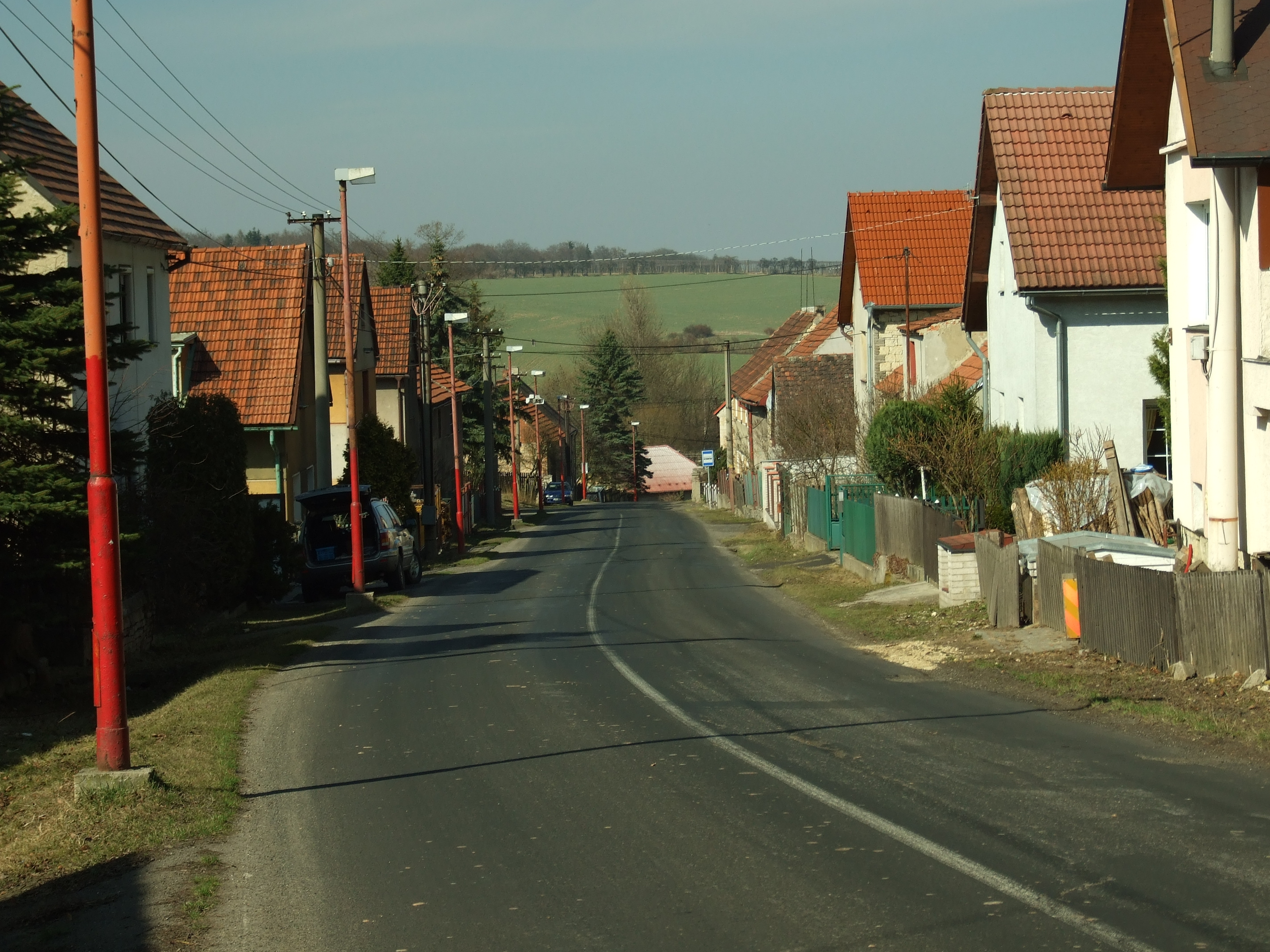
Straat in het zuiden van Třeboc